# Bill (Vorname)
Bill ist ein männlicher Vorname.

## Herkunft und Bedeutung
Bill ist die Kurzform von William, der englischen Form von Wilhelm.

## Bekannte Namensträger
- Bill Beach (1932–2024), US-amerikanischer Rockabilly-Sänger
- Bill Brown (1925–2018), US-amerikanischer Mittelstreckenläufer und Sprinter
- Bill Brown (1931–2004), schottischer Fußballspieler
- Bill Brown (* 1969), US-amerikanischer Komponist
- Bill Bryson (* 1951), US-amerikanisch-britischer Reise- und Sachbuchschriftsteller
- Bill Challis (1904–1994), US-amerikanischer Arrangeur
- Bill Clinton (* 1946), US-amerikanischer Politiker, Präsident 1993 bis 2001
- Bill Condon (* 1955), US-amerikanischer Filmregisseur
- Bill Cosby (* 1937), US-amerikanischer Schauspieler
- Bill Dixon (1925–2010), US-amerikanischer Jazzmusiker
- Bill Drayton (* 1943), US-amerikanischer Unternehmer
- Bill Drews (1870–1938), deutscher Jurist
- Wild Bill Elliott (1904–1965), US-amerikanischer Schauspieler
- Bill Evans (1929–1980), US-amerikanischer Jazzpianist
- Bill Evans (* 1958), US-amerikanischer Saxophonist
- Bill Frisell (* 1951), US-amerikanischer Jazzmusiker
- Bill Gates (* 1955), US-amerikanischer Unternehmer
- Bill George (William J. George; 1929–1982), US-amerikanischer American-Football-Spieler
- Bill George (William W. George; * 1942), US-amerikanischer Manager, Managementwissenschaftler und Hochschullehrer
- Bill George, Filmtechniker
- Bill Goldberg (* 1966), US-amerikanischer American-Football-Spieler und Wrestler
- Bill Graham (1918–1975), US-amerikanischer Jazzmusiker
- Bill Graham (1931–1991), deutschamerikanischer Konzertveranstalter
- Bill Haley (1925–1981), US-amerikanischer Musiker
- Bill Hicks (1961–1994), US-amerikanischer Komiker
- Bill Hoffman (1902–1994), US-amerikanischer American-Football-Spieler
- Bill Houlder (* 1967), kanadischer Eishockeyspieler
- Bill Ivy (1942–1969), britischer Motorradrennfahrer
- Bill Johnson (1874–1972), US-amerikanischer Jazzmusiker und Bandleader
- Bill Johnson (1905–1955), US-amerikanischer Jazzmusiker
- Bill Johnson (1912–1960), US-amerikanischer Jazzmusiker und Arrangeur
- Bill Johnson (* 1954), US-amerikanischer Politiker
- Bill Johnson (1960–2016), US-amerikanischer Skirennläufer
- Bill Kaulitz (* 1989), deutscher Musiker
- Bill Keenan (* 1957), kanadischer Freestyle-Skier
- Bill Kennedy (Schiedsrichter) (* 1966), US-amerikanischer Basketballschiedsrichte
- Bill Lange (1928–1995), US-amerikanischer American-Football-Spieler
- Bill Lochead (* 1954), kanadischer Eishockeyspieler
- Bill Lomas (1928–2007), britischer Motorradrennfahrer
- Bill May (* 1979), US-amerikanischer Synchronschwimmer, Weltmeister
- Bill Medley (* 1940), US-amerikanischer Sänger
- Bill Miller (* 1955), US-amerikanischer Musiker indianischer Abstammung
- Bill Mockridge (* 1947), kanadischer Schauspieler und Kabarettist
- Bill Monroe (1911–1996), US-amerikanischer Bluegrass-Musiker
- Bill Murray (* 1950), US-amerikanischer Schauspieler
- Bill Mumy (* 1954), US-amerikanischer Musiker und Schauspieler
- Bill Niven (* 1956), schottischer Historiker
- Bill O’Reilly (* 1949), US-amerikanischer Moderator
- Bill Osmanski (1915–1996), US-amerikanischer American-Football-Spieler und Zahnarzt
- Bill Owens (* 1938), US-amerikanischer Fotograf und Brauer
- Bill Owens (* 1949), US-amerikanischer Politiker (New York, Demokratische Partei)
- Bill Owens (* 1950), US-amerikanischer Politiker (Colorado, Republikanische Partei)
- Bill Paschal (1921–2003), US-amerikanischer American-Football-Spieler
- Bill Paxton (1955–2017), US-amerikanischer Schauspieler und Regisseur
- Bill Payne (* 1949), US-amerikanischer Rockpianist
- Bill Pullman (* 1953), US-amerikanischer Schauspieler
- Bill Ramsey (1931–2021), deutsch-amerikanischer Jazz- und Schlagersänger
- Bill Rooney (1896–1988), US-amerikanischer American-Football-Spieler
- Bill Schermbrucker (1938–2019), kanadischer Schriftsteller und Hochschullehrer
- Bill Skarsgård  (* 1990), schwedischer Schauspieler
- Bill Stafford (1939–2001), US-amerikanischer Baseballspieler
- Bill Stein (1899–1983), US-amerikanischer American-Football-Spieler
- Bill Walsh (1931–2007), US-amerikanischer American-Football-Trainer
- Bill Watterson (* 1958), US-amerikanischer Comiczeichner
- Bill Werbeniuk (1947–2003), kanadischer Snookerspieler
- Bill Willis (1921–2007), US-amerikanischer American-Football-Spieler und -Trainer
- Bill Willis, US-amerikanischer Musiker
- Bill Wilson (1895–1971), US-amerikanischer Mitbegründer der „Anonymen Alkoholiker“, siehe William Griffith Wilson
- Bill Withers (1938–2020), US-amerikanischer Sänger und Songschreiber
- Bill Wyman (* 1936), britischer Musiker